# Liberty Hyde Bailey
Liberty Hyde Bailey (1858-1954) là một nhà thực vật học người làm vườn và là đồng sáng lập ra Hội Khoa học Làm vườn Hoa Kỳ.

## Tiểu sử
Sinh ra tại Nam Haven, Michigan là con thứ ba của một gia đình nông dân. Cha của ông là Liberty Hyde Bailey Sr. và mẹ là Sarah Harrison Bailey. Bailey theo học Trường Đại học Nông nghiệp Michigan (hiện tại là Đại học bang Michigan) vào năm 1878 và tốt nghiệp vào năm 1882. Một năm sau đó, ông trở thành phụ tá cho một nhà thực vật học danh tiếng là Asa Gray. Trong cùng năm, ông kết hôn với Annette Smith, con gái của một người gây sống súc vật ở bang Michigan. Họ cùng theo học tại Trường Đại học Nông nghiệp Michigan. Họ có hai con, đầu tiên là Sara May, sinh năm 1887, và tiếp theo là Ethel Zoe, sinh vào năm 1889.
Năm 1885, ông chuyển tới làm việc tại Đại học Cornell ở Ithaca, New York, nơi ông đảm đươm công việc Thực hành và Thí nghiệm làm vườn vào năm 1888. Ông thành lập Trường Đại học Nông nghiệp và Khoa học cuộc sống Cornell, vào năm 1904 ông đã có đủ khả năng ổn định nguồn tài trợ từ công chúng. Ông làm chủ nhiệm khoa của Trường Đại học Nông nghiệp bang New York từ năm 1903 đến năm 1913. Năm 1908, ông được bổ nhiệm làm Chủ tịch Ủy ban Quốc gia về đời sống Thôn quê bởi Tổng thống Theodore Roosevelt. Bản báo cáo vào năm 1909 của ủy ban này yêu cầu tái xây dựng nền đại nông nghiệp văn minh ở Hoa Kỳ. Năm 1913, ông về hưu, trở thành một học giả cá nhân và cống hiến thời gian của mình cho các vấn đề xã hội và chính trị.
Ông đã đóng góp biên tập một loạt các cuốn sách The Cyclopedia of American Agriculture (1907-09), Cyclopedia of American Horticulture (1900-02), và Rural Science, Rural Textbook, Gardencraft, và Young Folks Library. Ông là người sáng lập ra tạp chí Country Life in America và Cornell Countryman. Các ấn phẩm của ông tập trung vào lĩnh vực văn học làm vườn, bao gồm khoảng 65 cuốn sách, và được bán hơn 1 triệu bản, bao gồm các công trình khoa học, các nỗ lực để giải thích thực vật học cho những người thông thường, một tuyển tập thơ; biên tập hơn một trăm cuốn sách được viết bởi nhiều tác giả và xuất bản ít nhất 1.300 bài báo và hơn 100 bài luận về phân loại học thuần túy. Ông cũng là người đặt ra các thuật ngữ "cultivar" (giống trồng trọt), "cultigen", và "indigen". Đóng góp quan trọng và lâu bền của lông là những nghiên cứu về khía cạnh thực vật học của các giống cây được trồng trọt.

## Tái khám phá công trình của Gregor Mendel
Liberty Hyde Bailey là một trong những người đầu tiên nhận thấy hết tầm quan trọng công việc của Gregor Mendel; và ông đã thuê Herbert John Webber làm giáo sư về giống các loài cây, đây là giáo sư được bổ nhiệm đầu tiên của Trường Đại học Nông nghiệp Cornell bang New York.
L.H. Bailey trích dẫn các bài luận của Mendel vào năm 1865 và 1869 trong thư mục đi kèm với bài luận của ông vào năm 1892 là, "Cross Breeding and Hybridizing" và được đề cập một lần trong ấn phẩm năm 1895 của Bailey là "Plant Breeding." Thư mục tham khảo chủ yếu là của tác giả William Bateson, với bản dịch tiếng Anh của Nguyên lý Di truyền Mendel được chú thích trang 434 dưới cái tên của Bateson trong cuốn sách cổ điển của LH Bailey là, Plant Breeding.

## Một số công trình chọn lọc
| - Talks Afield About Plants and the Science of Plants (1885) - The Forcing-Book (1897) - The Principles of Fruit-Growing (1897) - The Nursery Book (1897) - Plant-Breeding (1897) - The Pruning Manual (1898) - Sketch of the Evolution of our Native Fruits (1898) - Principles of Agriculture (1898) - Cyclopedia of American Horticulture. Volume 1 A-D. (1900). Kiểm tra giá trị ngày tháng trong: \|date= (trợ giúp) - The Principles of Vegetable Gardening (1901) - The State and the Farmer (1908) - The Nature Study Idea (1909) | - The Training of Farmers (1909) - Animal biology; Human biology. Parts II & III of First course in biology with W.M. Coleman (1910) - Manual of Gardening (1910) - Cyclopedia of American agriculture. Volume 2 -- Crops. (1910). Kiểm tra giá trị ngày tháng trong: \|year= (trợ giúp) - The Outlook to Nature (1911) - The Survival of the Unlike (1911) - The Country Life Movement (1911) - The Practical Garden Book (1913) - The Holy Earth (1915) - Wind and Weather (poetry) (1916) |

## Các ấn phẩm chọn lọc
- Bailey, L.H. - Canna x generalis. Hortus, 118 (1930); cf. Standley & Steyerm. in Fieldiana, Bot., xxiv. III.204 (1952).
- Bailey, L.H. - Canna x orchiodes. Gentes Herb. (Ithaca), 1 (3): 120 (1923).